# Brominy
Brominy – część wsi Stefanówka w Polsce, położona w województwie mazowieckim, w powiecie piaseczyńskim, w gminie Tarczyn.
W latach 1975–1998 Brominy administracyjnie należały do województwa warszawskiego.